# Чарли-Пуля
«Чарли-Пуля» (англ. Fast Charlie) — американский триллер 2023 года режиссёра Филлипа Нойса и сценариста Ричарда Венка, основанный на романе Виктора Гишлера «Обезьяны с оружием». Главные роли в фильме исполнили Пирс Броснан, Джеймс Каан (последняя роль в кино) и Морена Баккарин.
Премьера фильма состоялась 7 октября 2023 года на кинофестивале в Милл-Вэлли. Фильм вышел в широкий прокат в кинотеатрах и на видео по запросу 8 декабря 2023 года.

## Сюжет
Наёмный убийца Чарли Свифт уже двадцать лет работает у босса мафии по имени Стэн. После того как конкурент Стэна уничтожает его команду, Чарли остаётся единственным выжившим. Чарли решает отомстить за своего друга и объединяется с Марси, бывшей женой убитого им мафиози.

## В ролях
- Пирс Броснан — Чарли Свифт
- Морена Баккарин — Марси Крамер
- Джеймс Каан — Стэн Маллен
- Гбенга Акиннагбе — Биггер
- Кристофер Мэтью Кук — Ллойд Меркьюри
- Дэвид Чаттам — Милт
- Тоби Хасс — Бенни
- Фредрик Лене — Сэл
- Шэрон Глесс — Мэвис
- Бреннан Кил Кук — Блэйд

## Производство
О начале работы по экранизации романа Виктора Гишлера «Gun Monkeys» стало известно в июне 2009 года, сценарий написал Ли Голдберг, а режиссёром стал Рюхей Китамура. В 2018 году продюсер Дэн Гродник приобрёл права на будущий фильм и привлек Филлипа Нойса в качестве режиссёра (Нойс снял для него фильм «Слепая ярость» с Рутгером Хауэром в главной роли).
Кевин Костнер и Брайан Крэнстон выразили заинтересованность в главной роли, но фильм не складывался до тех пор, пока Пирс Броснан не подписал контракт. В марте 2022 года к актёрскому составу присоединились Джеймс Каан и Морена Баккарин.
Съёмки начались в апреле 2022 года в Новом Орлеане.
Фильм стал последним в карьере Джеймса Каана, который умер 6 июля 2022 года. В том же месяце Броснан опубликовал фотографии Каана со съемочной площадки.
Премьера фильма состоялась 7 октября 2023 года на кинофестивале в Милл-Вэлли, а 8 декабря 2023 года фильм вышел в широкий прокат в кинотеатрах и на видео по запросу.

## Восприятие
На сайте Rotten Tomatoes фильм имеет рейтинг 86 % основанный на 28 отзывах, со средней оценкой 6.8/10.